# Simblefària
La simblefària o simblèfaron és una adherència parcial o completa de la conjuntiva palpebral (de la parpella) a la conjuntiva bulbar (de sobre l'escleròtica, del globus ocular). Prové de malalties (seqüeles conjuntivals del tracoma) o de traumatismes. El pemfigoide cicatricial i, en casos severs, la rosàcia pot causar simblefària. Rarament és congènit.  i el seu tractament és la simblefarectomia.